# Margaret Jane Benson
Margaret Jane Benson (Londres, 20 de outubro de 1859 – Hertford, 20 de junho de 1936) foi uma botânica inglesa, especialista em paleobotânica, uma das primeiras mulheres da Linnean Society of London.
Boa parte de sua carreira se fez no departamento de botânica do Royal Holloway College, da Universidade de Londres, de 1893 a 1922. Em 1927, o laboratório de botânica da mesma instituição foi nomeado em sua homenagem.

## Biografia
Margaret nasceu em 1859, em Londres. Era filha de William Benson e Edmunda Bourne, que era filha do pintor James Bourne. A avó de Margaret também era pintora e expôs seus quadros na Royal Academy of Art. Margaret começou a estudar botânica por influência do pai, que era engenheiro e arquiteto com bastante interesse no assunto. Junto da irmã, Margaret estudou em um colégio para moças, terminando os estudos clássicos durante um ano no Newnham College, em Cambridge, onde de trabalhar por sete anos como professora de inglês no Exeter High School, enquanto juntava dinheiro para pagar por seu ensino universitário.
Em 1887, ela se matriculou no University College London onde obteve um bacharelado em Botânica, sendo a primeira aluna da classe quando se formou, em 1891. Após obter a Bolsa Marion Kennedy de pesquisa, ela obteve o doutorado na mesma área em 1894, pela Universidade de Londres, onde trabalhou com Francis Wall Oliver. Seu trabalho na época focou na embriologia das Fagales.

## Carreira
Margaret começou a trabalhar na Universidade de Londres como palestrante, em 1889. Foi indicada a chefe do departamento de botânica em 1893, onde ficou até sua aposentadoria, em 1922. Foi a primeira botânica a se tornar chefe de um departamento em todo o Reino Unido. Em 1897, viajou pela Europa na companhia de Ethel Sargant para comprar equipamentos para o laboratório. Margaret também foi grande responsável por plantar e estocar plantas e sementes para o Jardim Botânico Real.
Margaret fez várias viagens para colher espécimens, inclusive para a Austrália, entre 1905 e 1906, além de Java e Índia, entre 1914 e 1915. Sua observações sobre plantas herbáceas do começo do Paleozoico e sobre as verdadeiras samambaias são consideradas notáveis por especialistas. Ela propôs um modelo para a evolução do óvulo que permanece como a explicação mais provável até hoje. Margaret também descreveu espécies, como a Cordaites felicis, encontrada em depósitos de carvão pela Inglaterra. Para adotar a nova técnica de anatomia microscópica de fósseis, ela mesma cortou seções com uma máquina a gás em seu galpão de jardim. Seus artigos são caracterizados por desenhos precisos e pinturas que se acredita terem sido produzidos pela própria Margaret.
Em 1904, tornou-se membro da Linnean Society of London, uma das primeiras mulheres admitidas na sociedade. Em 1912, tornou-se professora titular da Universidade de Londres.

## Morte
Margaret se aposentou em 1922, onde foi substituída por Elizabeth Marianne Blackwell como chefe de botânica. Margaret morreu em 20 de junho de 1936, aos 75 anos.